# Medmassa nyctalops
Medmassa nyctalops là một loài nhện trong họ Corinnidae.
Loài này thuộc chi Medmassa. Medmassa nyctalops được Eugène Simon miêu tả năm 1910.